# Guy Bélanger (Sänger)
Joseph Gabriel Guy Bélanger (* 24. November 1946 in Québec (Stadt)) ist ein kanadischer Sänger (Tenor) und Dirigent.

## Leben
Der Sohn des Geigers Edwin Bélanger begann seine Ausbildung 1965–66 am Conservatoire de musique du Québec bei Guy Lepage und studierte von 1966 bis 1972 an der Universität Laval Gesang bei Marthe Létourneau und Musiktheorie bei Françoise Aubut. 1968 war er Mitbegründer der Operngesellschaft Société lyrique d'Aubigny, deren künstlerischer und musikalischer Leiter er wurde. Mit dieser trat er 1969 in der Titelrolle von Gounods Faust und 1974 als Nadir in Bizets Les Pêcheurs de perles auf. Bei der CBC sang er 1988 den Fürst Schuiski in Mussorgskis Boris Godunow und beim Festival international de Lanaudière 1989 den Wladimir in Borodins Fürst Igor.
In kirchenmusikalischen Werken trat Bélanger in Québec und auch in Europa auf. In der Basilika Notre-Dame de Montréal war er 1986 Solist bei der Uraufführung von Anna Laubers Oratorium Jesus Christus. 1984 wurde er künstlerischer und musikalischer Leiter der Opéra de Québec. Im Folgejahr leitete er die kanadische Erstaufführung von Bizets Don Procopio durch die Canada Opera Piccola. 1989 wurde er Chorleiter und stellvertretender Dirigent der Opéra de Montréal, außerdem neben Irving Guttman Kodirektor des Atelier lyrique.
Als Gastdirigent leitete Bélanger u. a. das Orchestre symphonique de Montréal, das Orchestre de chambre de la SRC à Québec und das Orchestre métropolitain. Sein Bruder ist der Geiger und Komponist Marc Bélanger.